# Huckarde (okręg administracyjny)
Huckarde, Dortmund-Huckarde – okręg administracyjny (Stadtbezirk) w Dortmundzie, w kraju związkowym Nadrenia Północna-Westfalia. Liczy 35 678 mieszkańców (31 grudnia 2012) i ma powierzchnię 15,10 km².

## Dzielnice
Okręg składa się z czterech dzielnic (Stadtteil):
1. Deusen
2. Huckarde
3. Jungferntal-Rahm
4. Kirchlinde